# Chris Walker-Hebborn
Christopher James Walker-Hebborn (Enfield, 1º luglio 1990) è un ex nuotatore britannico.

## Palmarès
- Olimpiadi

Rio de Janeiro 2016: argento nella 4x100m misti.
- Mondiali

Kazan 2015: oro nella 4x100m misti mista.
Budapest 2017: argento nella 4x100m misti.
- Mondiali in vasca corta

Doha 2014: argento nella 4x100m misti mista.
- Europei

Berlino 2014: oro nei 100m dorso, nella 4x100m misti e nella 4x100m misti mista e bronzo nei 50m dorso.
Londra 2016: oro nella 4x100m misti e nella 4x100m misti mista.
- Europei in vasca corta

Herning 2013: argento nei 100m dorso.
Netanya 2015: argento nei 50m dorso e bronzo nei 100m dorso.
- Giochi del Commonwealth

Delhi 2010: bronzo nella 4x100m misti.
Glasgow 2014: oro nei 100m dorso e nella 4x100m misti e bronzo nella 4x100m sl.
- Mondiali giovanili

Monterrey 2008: oro nella 4x200m sl e nella 4x100m misti e bronzo nei 100m dorso.
- Europei giovanili

Belgrado 2008: oro nei 100m dorso, nei 200m dorso, nella 4x200m sl e nella 4x100m misti.